# Jewgienij Zinkowski
Jewgienij Zinkowski (ur. 27 lipca 1975 w Szortandy) – kazachstański duchowny katolicki, biskup pomocniczy Karagandy od 2021.

## Życiorys

### Młodość i prezbiterat
Urodził się w rodzinie polskiego pochodzenia. W 1992 wstąpił do Prymasowskiego Wyższego Seminarium Duchownego w Gnieźnie. 1 sierpnia 1999 przyjął święcenia kapłańskie i rozpoczął posługę wikariusza w parafii pw. św. Józefa w Karagandzie. W latach 2001–2003 studiował na Papieskim Uniwersytecie Świętego Krzyża w Rzymie. Po powrocie do Kazachstanu w latach 2003-2011 był proboszczem w Bałchaszu, a następnie w Temirtau. Od 2011 pełnił funkcję kanclerza kurii diecezjalnej w Karagandzie, a 4 lata później został wikariuszem generalnym tej diecezji. W 2018 ukończył studia doktoranckie  z filozofii na Uniwersytecie Papieskim Jana Pawła II w Krakowie.

### Episkopat
29 czerwca 2021 papież Franciszek mianował go biskupem pomocniczym diecezji Karaganda, ze stolicą tytularną Maiuca. Sakry udzielił mu 12 września 2021 biskup Adelio Dell’Oro.